# فلیدهو
فلیدهو (به لاتین: Felidhoo) یک منطقهٔ مسکونی در مالدیو است. فلیدهو ۵۲۶ نفر جمعیت دارد.